# Rosa Rademakers
Rosa Rademakers (Amsterdam, 1978) is een Nederlandse neuroloog die opgroeide en woont in Vlaanderen.
Ze is gekend van haar genetisch onderzoek naar neurodegeneratieve ziekten, zoals de ziekte van Alzheimer, frontotemporale dementie en amyotrofische laterale sclerose.

## Biografie
Rosa Rademakers studeerde na het middelbaar biochemie aan de Universiteit Antwerpen. Alwaar ze afstudeerde in 2004 en er een doctoraat begon wat ze afwerkte in 2004. 
Sinds 2005 is ze verbonden door een postdocbeurs aan de Mayo Clinic in Florida waar ze in 2014 professor werd.
In 2019 keerde ze terug naar België om er Christine Van Broeckhoven op te volgen als directeur van het VIB-UAntwerpen Centrum voor Moleculaire Neurologie. 

## Erkentelijkheden
- 2016 - Winnaar Potamkin Prize[2]
- 2017 - Research Program Award (National Institute of Neurological Disorders and Stroke)
- 2022 - Winnaar Prijs Generet voor Zeldzame Ziekten[3]

- Library of Congress Control Number: no2021035847
- Nationale Bibliotheek van Israël: 987012501459105171
- ORCID: 0000-0002-4049-0863
- Système universitaire de documentation: 259366463
- Virtual International Authority File: 9549161763145022560002